# Chlosyne hewitsoni
Chlosyne hewitsoni är en fjärilsart som beskrevs av William D. Field 1936. Chlosyne hewitsoni ingår i släktet Chlosyne och familjen praktfjärilar. Inga underarter finns listade i Catalogue of Life.